# Kasuga Taisha
Kasuga-taisha (jap. 春日大社) – ważny chram sintoistyczny w japońskim mieście Nara, zbudowany w VIII w. i należący do możnej rodziny Fujiwara. Jest to sanktuarium związane z czterema bóstwami: Takemikazuchi, Futsumushi, Amenokoyane oraz Hime. Zapoczątkowało ono nowy styl w sakralnej architekturze japońskiej, tzw. kasuga-zukuri.

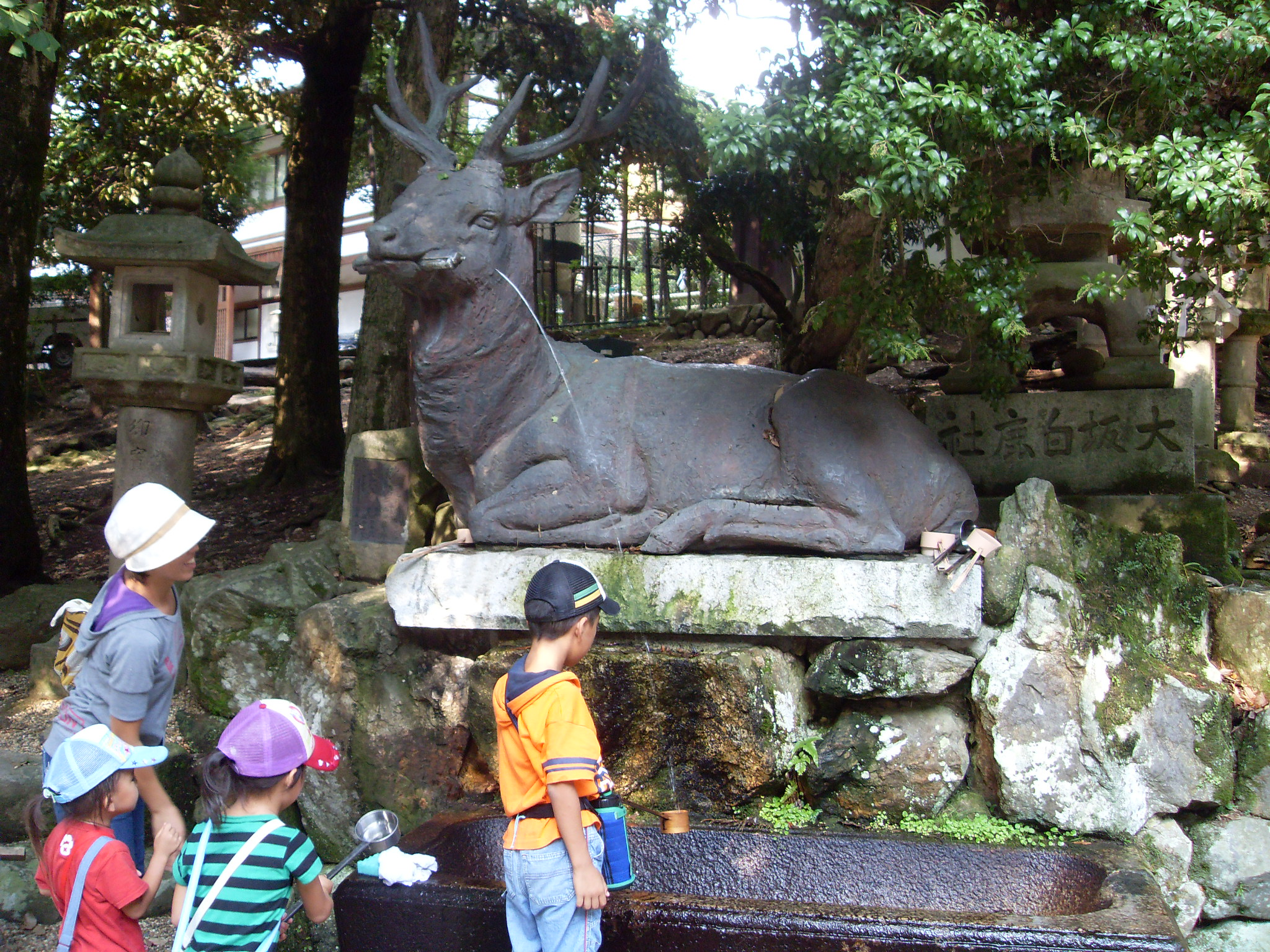
Chōzubachi (chōzuya) z figurą wizerunkiem jelenia

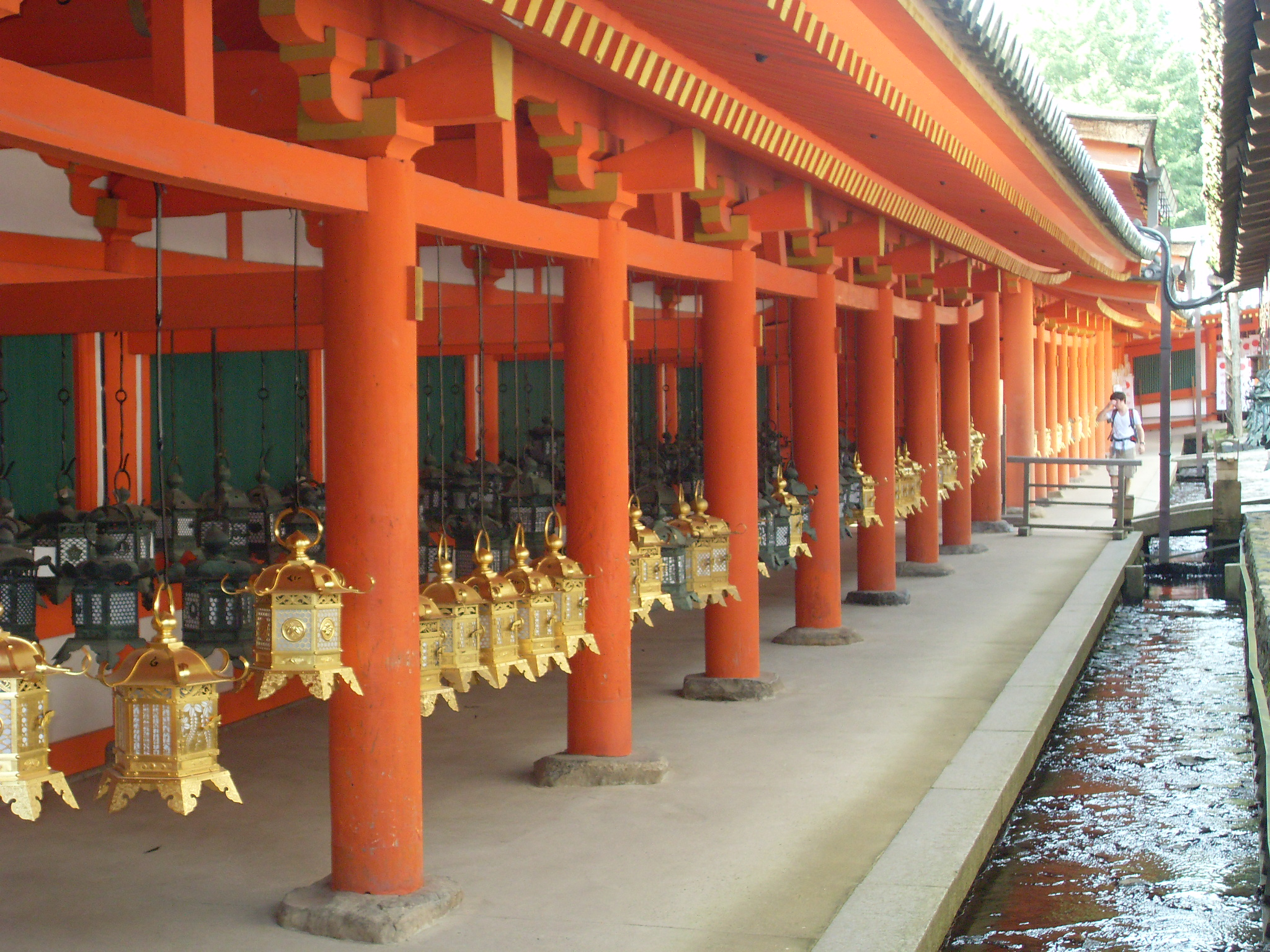
Wiszące latarnie wotywne

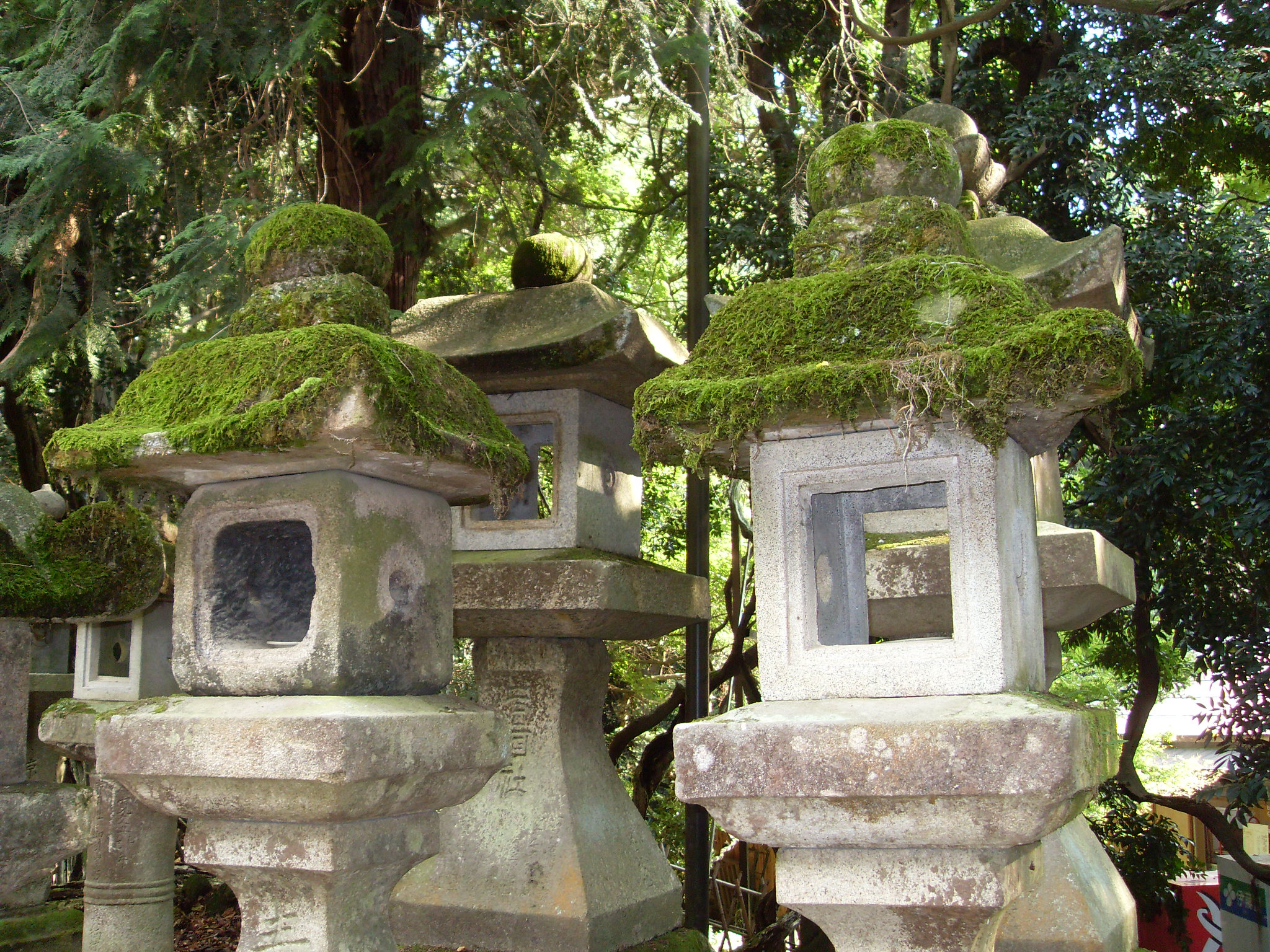
Omszałe latarnie wzdłuż drogi wiodącej do chramu

Do chramu prowadzi droga, po bokach której postawiono około tysiąca kamiennych latarni wotywnych ishi-dōrō. Wiszących latarni wykonanych z brązu jest jeszcze więcej – około tysiąca sześciuset. Zapalane są tylko dwa razy w roku: w lutym z okazji święta wiosny, oraz 15 sierpnia, podczas święta o-bon.

## Święta
W chramie odbywa się corocznie prawie dwadzieścia tradycyjnych festiwali. Najważniejsze z nich to Kasuga-matsuri (13 marca) oraz Wakamiya-matsuri (grudzień). Podczas świąt można zobaczyć m.in. stroje z okresu Heian, tańce kagura w wykonaniu świętych dziewic miko oraz niemal zapomniane widowiska teatralno-muzyczne zwane bugaku sprzed ponad tysiąca lat.

## Jelenie
Symbolem sanktuarium Kasuga są oswojone jelenie sika (nihon-jika), swobodnie chodzące po przylegającym do chramu parku. W tradycji shintō uważane są za posłańców bogów. Według miejscowej legendy bóg Takemikazuchi przybył w to miejsce właśnie na jeleniu. Istnieje również festiwal przyciągający turystów, związany z rytuałem przycinania rogów jelonkom przed okresem godowym (październik). Do drugiej połowy XIX w. za zabicie jelenia groziła kara śmierci, i wyroki rzeczywiście wykonywano, zwłaszcza w latach głodu.